# Малиш Віталій Васильович
Малиш Віталій Васильович (2 червня 1991, с. Павлівка Перша Тальнівський район Черкаська область —  29 серпня 2014, с. Чумаки Старобешівський район Донецька область) — учасник АТО, солдат. 51-а окрема механізована бригада. Нагороджений орденом «За мужність» III ступеня (посмертно).

## Життєпис
Народився 1991 року в селі Павлівка Перша (Тальнівський район, Черкаська область). 2009 року закінчив Тальянівський коледж. Проживав в рідному селі.
Мобілізований 19 березня 2014 року. В зоні боїв перебував з 19 червня у складі 51-ї окремої механізованої бригади,

### Обставини загибелі
Загинув 29 серпня 2014 року під час виходу з Іловайського котла т. зв. Зеленим коридором. 14 вересня 2014 року тіло було знайдено пошуковою групою Місії «Евакуація-200» («Чорний тюльпан») у полі в урочищі Червона Поляна неподалік від с. Чумаки й привезене у Запоріжжя. Загинув разом із військовослужбовцями 40-го батальйону: Нечепуренком К. В., Ігорем Долговим, Джаданом І. М. (51-ї механізована бригада): Зелінським В. А., а також ще двома досі невстановленими бійцями. Упізнаний за тестами ДНК.
Місце поховання: с. Павлівка Перша, Тальнівський район, Черкаська область.
Без сина лишилась мама Ганна Василівна.

## Нагороди та відзнаки
- Орден «За мужність» III ступеня (8 квітня 2016, посмертно) — «за особисту мужність і високий професіоналізм, виявлені у захисті державного суверенітету та територіальної цілісності України, вірність військовій присязі», нагороджений Указом Президента України № 132/2016.[6]
- Його портрет розміщений на меморіалі «Стіна пам'яті полеглих за Україну» у Києві: секція 3, ряд 3, місце 40
- Вшановується 29 серпня на щоденному ранковому церемоніалі вшанування українських захисників, які загинули цього дня у різні роки внаслідок російської збройної агресії[7]
- в Тальнівському коледжі відкрито меморіальну дошку його честі
- медаль «За заслуги перед Черкащиною» (посмертно)
- Почесний громадянин Тальнівщини (посмертно)